# Estación de Barrio de las Ollas
Barrio de las Ollas o Barrio Ollas es un apeadero ferroviario en el municipio español de Boñar en la provincia de León, comunidad autónoma de Castilla y León. Forma parte de la red de ancho métrico de Adif, operada por Renfe Operadora a través de su división comercial Renfe Cercanías AM. Está integrada dentro del núcleo de Cercanías León al pertenecer a la línea C-1f, que une la estación de León-Matallana con la estación de Cistierna. Algunos servicios se prolongan hasta la estación de Guardo-Apeadero. En 2021 la estación registró la entrada de 1 434 usuarios, correspondientes a los servicios de cercanías.

## Situación ferroviaria
La estación se encuentra en el punto kilométrico 29,5 en la línea férrea de ancho métrico de Bilbao a La Robla y León (conocido como Ferrocarril de La Robla), entre los apeaderos de La Mata de la Riba y Boñar. El kilometraje se corresponde con el del histórico trazado de La Robla a Bilbao, tomando la primera como punto de partida. El tramo es de vía única y no está electrificado. Según Adif, la denominación oficial de la línea a la que pertenece la estación es la 08-790 (Asunción Universidad-Aranguren).

## Historia
La estación fue inaugurada el 3 de diciembre de 2010 y forma parte del grupo de nuevos apeaderos puestos en servicio con posterioridad a la reapertura de la línea. El tramo ferroviario, sin embargo, al que pertenece la estación fue abierto al tráfico el 12 de noviembre de 1892 con la puesta en marcha del tramo La Robla-Boñar de la línea que pretendía unir La Robla con Bilbao. No obstante, la línea no fue oficialmente inaugurada hasta el 11 de agosto de 1894. La Robla y Bilbao no quedaron definitivamente unidas hasta 1902.
Las obras y la explotación inicial de la concesión corrieron a cargo de la Sociedad del Ferrocarril Hullero de La Robla a Valmaseda, S.A. (que a partir de 1905 pasó a denominarse Ferrocarriles de La Robla, S.A.). 
En 1972, FEVE compró la compañía debido a la decadencia que padecía la línea, provocada por la falta de rentabilidad que sufrió la industria del carbón. Sin embargo, bajo el mandato de la empresa pública la explotación empeoró y la línea se cerró en 1991.
Esta medida no fue bien aceptada por los vecinos de las zonas afectadas que pidieron su reapertura. A partir de 1993, la línea comenzó a prestar servicio por tramos y el 19 de mayo de 2003, merced a un acuerdo con el Gobierno de Castilla y León, se reanudó el tráfico de viajeros entre León y Bilbao.
El 1 de enero de 2013, se disolvió la empresa Feve en un intento del gobierno por unificar vía ancha y estrecha, encomendándose la titularidad de las instalaciones ferroviarias a Adif y la explotación de los servicios ferroviarios a Renfe Operadora, distinguiéndose la división comercial de Renfe Cercanías AM para los servicios de pasajeros y de Renfe Mercancías para los servicios de mercancías.

## La estación
Se encuentra al sureste del casco urbano de la población. Las instalaciones se hallan a una cota inferior a la población. Para salvar el desnivel, se ha construido un sistema de rampas que permiten el acceso al apeadero. Éste tiene un refugio, situado a la izquierda en kilometraje ascendente, hecho en hormigón monobloque con acristalamientos en los laterales, así como un banco del mismo material. En 2022 Adif anunció futuras actuaciones en la vía, consistentes en la supresión del bloqueo telefónico y automatización de la línea.

## Servicios ferroviarios

### Cercanías
Forma parte de la línea C-1f (León - Cistierna) de Cercanías León. Las circulaciones que prestan servicio a esta estación son las que realizan el recorrido hasta Cistierna efectuando parada en todas las estaciones del recorrido. La frecuencia que presenta es de 6 trenes diarios por sentido, tanto los días laborables como los sábados y festivos. Algunos servicios prolongan el recorrido desde León hasta Guardo-Apeadero.
Las conexiones ferroviarias entre Barrio de las Ollas y el resto de estaciones de la línea, para los trayectos de cercanías, se efectúan con composiciones serie 2700 y de la serie 2600.
| procedencia/destino | < estación         | Línea | estación > | destino/procedencia |
| ------------------- | ------------------ | ----- | ---------- | ------------------- |
| León-Matallana      | La Mata de la Riba |       | Boñar      | Guardo-Apeadero     |